# Liste des évêques de Mirepoix
Pour un article plus général, voir Ancien diocèse de Mirepoix.

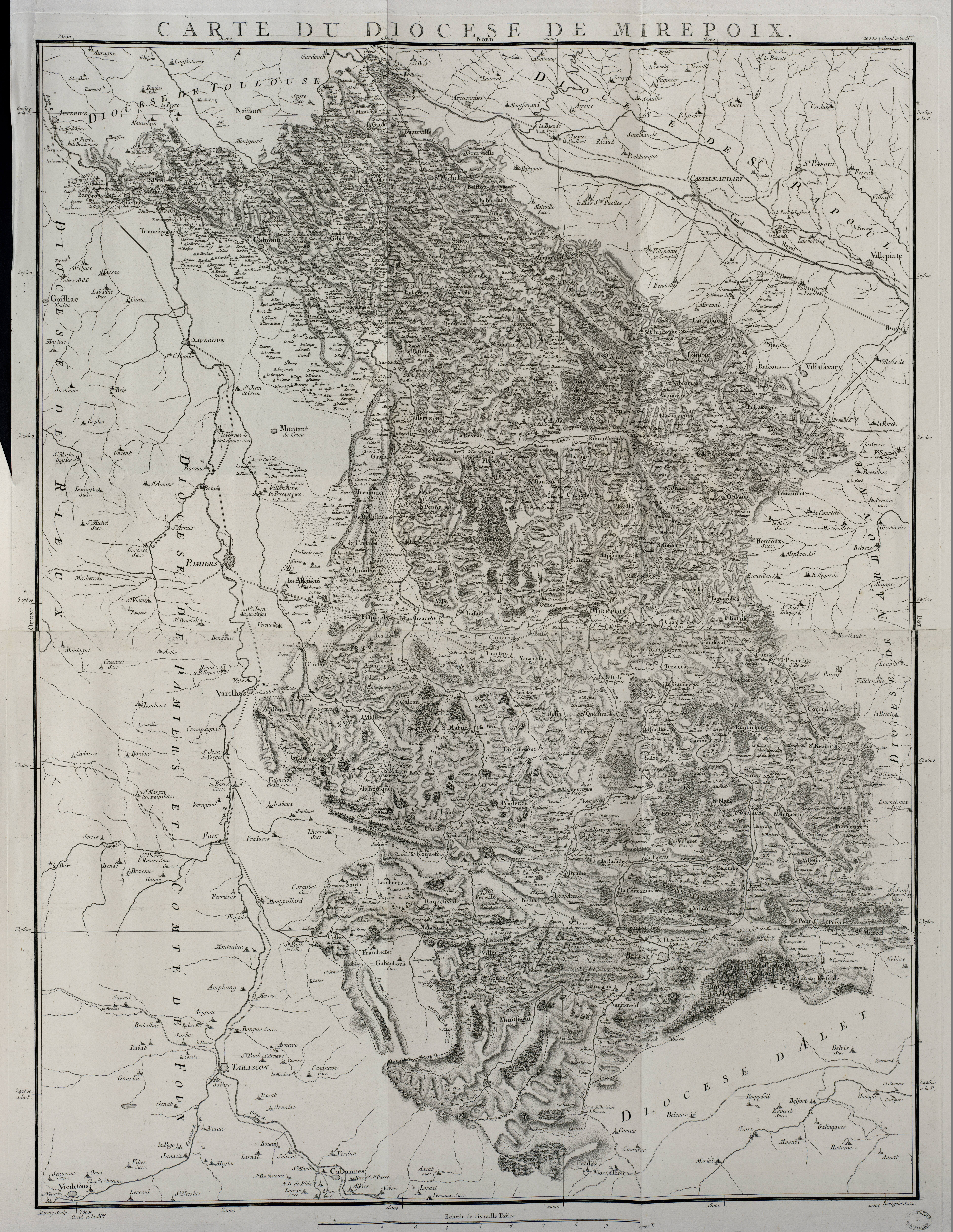
Carte du diocèse de Mirepoix en 1781.

Ceci constitue la Liste des évêques de Mirepoix, ville de la province de Languedoc, au nord-est de l'actuel département de l'Ariège.

## Moyen Âge
- Raymond Atton d'Auterive 1318-1325
- Jacques Fournier 1326-1327, devenu ensuite pape sous le nom de Benoît XII
- Pierre de Piret 1327-1348
- Jean de Cojordan 1348-1361, transféré de l'évéché d'Avignon par Clément VI.
- Arnaud de Villars 1361-1363 ou 1362-1362
- Pierre-Raymond de Barrière 1363-1368 ou 1377
- Jean II 1368-v.1375
- Jean de Proins 1376-1377
- Guillaume de Provines 9 juillet 1377-29 septembre 1377
- Arnaud de La Trémoille 1377 ou v.1380-1394
- Bertrand de Maumont 1394-1405, transféré à Lavaur en 1405
- Guillaume du Puy 1405-1431
- Pierre de Foix 9 novembre 1432- Juillet 1433, administrateur[1]
- Jourdain d'Aure 1433-1439
- Guillaume d'Estouteville, 1439-1441, administrateur
- Eustache de Lévis-Léran 1441-1462 ou 1463
- Louis d'Albret 1462-1463, cardinal[réf. nécessaire]
- Jean de Lévis-Léran 1463-1467
- Scipion Damián 1467-1469
- Élias Rinart 1470-1478
- Gabriel du Mas 1478-1486,  transféré au diocèse de Périgueux en 1486
- Jean d'Espinay 1486-1493

## Époque moderne
- Philippe de Lévis-Léran 1493-1537
- David Beaton de Balfour 1537-1546, cardinal
- Claude de La Guiche 1546-1553
- Innocenzo del Monte 1553-1555, cardinal
- Jean Reuman Suavius 1555-1560, cardinal
- Pierre de Villars 1561-1576, devenu ensuite archevêque de Vienne
- Pierre II de Villars 1576-1587, neveu du précédent, devenu ensuite archevêque de Vienne
- Pierre Bonsom de Donnaud 1587-1630
- Louis de Nogaret de La Valette 1630-1655
- Louis-Hercule de Lévis de Ventadour 1655-1679
- Pierre de La Broue 1679-1720
- François-Honoré Casaubon de Maniban 1721-1729, transféré ensuite à Bordeaux
- Jean-François Boyer 1730-1736
- Quiqueran de Beaujeu 1736-1737
- Jean-Baptiste de Champflour 1737-1768
- François Tristán de Cambón 1768-1790, dernier évêque de Mirepoix.

Le diocèse de Mirepoix est supprimé en 1790.